# Sine Agergaard
Sine Agergaard (født 17. februar 1972 i Hover, Ringkøbing Kommune) er en dansk idræts- og sundhedsforsker. Hun er ansat som professor og forskningsleder ved Det Sundhedsvidenskabelige Fakultet på Aalborg Universitet.

## Uddannelse og karriere
Sine Agergaard blev kandidat i etnografi og socialantropologi i 1999, og erhvervede sig sin ph.d. i 2004, begge fra Det Humanistiske Fakultet ved Aarhus Universitet. Sine Agergaard har gennemført dele af kandidat- og ph.d.-graderne med fokus på kroppens antropologi og sundhedsantropologi ved Brunel University i London. Hun har været ansat som adjunkt ved Center for Idræt og siden lektor ved Institut for Folkesundhed ved Aarhus Universitet, afbrudt af en ansættelse som lektor ved Institut for Idræt og Human Ernæring, Københavns Universitet. I 2018 blev hun ansat ved Det Sundhedsvidenskabelige Fakultetet Aalborg Universitet; først som professor mso og siden 2023 som professor. I hele perioden har hun fungeret som forskningsgruppeleder.

## Akademisk arbejde
Sine Agergaard har været en pioner indenfor forskning i migranter og flygtninges integration og sundhedsfremme i og gennem  idræts- og fritidsfællesskaber, hvilket bl.a. har ført til bogen: Rethinking Sports and integration (Routledge, 2018). Hun er optaget af ulighed i sundhed og har også skrevet om sårbarhed blandt sundhedsudfordrede grupper, og børn og unges adgang til deltagelse i trivselsfremmende fællesskaber. Hendes forskning er særligt rettet mod at forstå, hvilken rolle civile fritidsfællesskaber kan spille i social inklusion og sundhedsfremme. Hun anvender primært kvalitative metoder og participatoriske forskningsdesign som samskabelse, men har også deltaget i interventionsudvikling og evaluering, samt i projekter, der også har indbefattet RCT-studier. Hun har gennemført en række studier i samarbejde med offentlige og civile aktører, og været leder af og deltaget i nationale og internationale forskningsprojekter.

## Internationalt arbejde & anerkendelse
Sine Agergaard har været inviteret til at holde oplæg ved konferencer ved en række europæiske universiteter såvel som ved Berkeley University og Harvard University begge i USA.
Hun sidder i redaktionsgruppen af de internationale fagfælle-bedømte tidsskrifter: Sociology of Sport Journal and European Physical Education Review.
Hun er del af et EU finansieret forskningsprojekt om Social prescribing (en).